# Crème (pharmacie galénique)
Pour les articles homonymes, voir Crème.

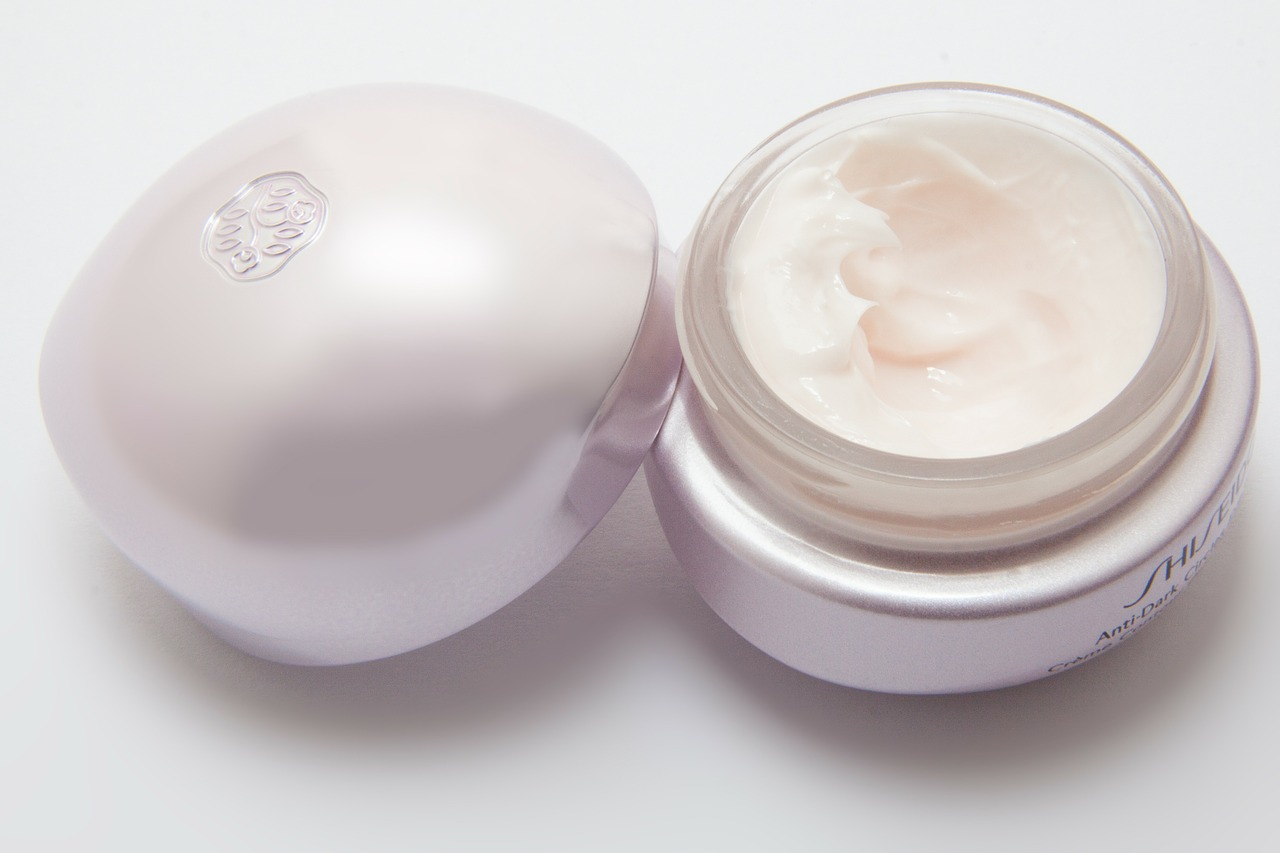
Crème cosmétique dans un récipient rond

En pharmacie, une crème est une préparation semi-solide destinée à être administrée en usage topique principalement:
- le plus souvent par voie cutanée : sur la peau (crème dermique) ;
- par voie ophtalmique : dans l'œil (crème ophtalmique) ;
- par voie vaginale : dans le vagin (crème vaginale) ;
- par voie nasale : dans le nez (crème nasale) ;
- par voie auriculaire : dans l'oreille ;
- sur les lèvres (crème labiale) ;
- etc.

Ces préparations sont multiphases : elles contiennent toujours une phase lipophile et une phase hydrophile.